# Stora Anesjön
Stora Anesjön är en sjö i Vilhelmina kommun i Lappland och ingår i Ångermanälvens huvudavrinningsområde. Sjön har en area på 0,0702 kvadratkilometer och ligger 449 meter över havet. Sjön avvattnas av vattendraget Bullersjöbäcken.

## Delavrinningsområde
Stora Anesjön ingår i det delavrinningsområde (718709-155032) som SMHI kallar för Mynnar i Vojmåns vattendragsyta. Medelhöjden är 448 meter över havet och ytan är 64,5 kvadratkilometer. Det finns inga avrinningsområden uppströms utan avrinningsområdet är högsta punkten. Bullersjöbäcken som avvattnar avrinningsområdet har biflödesordning 3, vilket innebär att vattnet flödar genom totalt 3 vattendrag innan det når havet efter 316 kilometer. Avrinningsområdet består mestadels av skog (57 procent) och sankmarker (40 procent). Avrinningsområdet har 0,93 kvadratkilometer vattenytor vilket ger det en sjöprocent på 1,4 procent.